# Subsecretari de stat în Guvernul Petru Groza (1)
În Guvernul Petru Groza (1) au fost incluși și subsecretari de stat.

## Subsecretari de stat
- Subsecretar de stat la Subsecretariatul pentru Minorități

Gheorghe Vlădescu-Răcoasa (6 martie 1945 - 30 noiembrie 1946)
- Subsecretar de stat la Ministerul de Interne (pentru Administrație)

Ion Burcă (6 martie 1945 - 30 noiembrie 1946)
- Subsecretar de stat la Ministerul de Interne (pentru Administrație)

Gheorghe Atanasiu-Gheorghiu (6 martie 1945 - 30 noiembrie 1946)
- Subsecretar de stat la Ministerul de Interne (pentru Finanțe Locale)

George Vântu (7 martie 1945 - 30 noiembrie 1946)
- Subsecretar de stat la Ministerul de Interne (pentru Ordine și Siguranță)

Virgil Stănescu (6 martie 1945 - 30 noiembrie 1946)
- Subsecretar de stat la Ministerul de Război (pentru Armata de Uscat)

General Dumitru Dămăceanu (6 martie 1945 - 30 noiembrie 1946)
- Subsecretar de stat la Ministerul de Război (pentru Aviație)

General Emanoil Ionescu (6 martie 1945 - 30 noiembrie 1946)
- Subsecretar de stat la Ministerul de Război (pentru Marină)

Contraamiral Petre Bărbuneanu (6 martie 1945 - 30 noiembrie 1946)
- Subsecretar de stat la Ministerul de Finanțe

Mircea Duma (6 martie 1945 - 30 noiembrie 1946)
- Subsecretar de stat la Ministerul Industriei și Comerțului (pentru Industria de Război)

Adrian Dumitriu (6 martie 1945 - 30 noiembrie 1946)
- Subsecretar de stat la Ministerul Industriei și Comerțului (pentru Aprovizionare)

Grigore Nicolau (6 martie 1945 - 30 noiembrie 1946)
- Subsecretar de stat la Ministerul Agriculturii și Domeniilor

Constantin Agiu (6 martie 1945 - 30 noiembrie 1946)
- Subsecretar de stat la Ministerul Comunicațiilor și Lucrărilor Publice

Ion Gheorghe Maurer (6 martie 1945 - 30 noiembrie 1946)
- Subsecretar de stat la Ministerul Comunicațiilor și Lucrărilor Publice

Mircea Niculescu (6 martie 1945 - 30 noiembrie 1946)
- Subsecretar de stat la Ministerul Educației Naționale

Aurel Potop (6 martie 1945 - 30 noiembrie 1946)

## Sursa
- Stelian Neagoe - "Istoria guvernelor României de la începuturi - 1859 până în zilele noastre - 1995" (Ed. Machiavelli, București, 1995)
- Rompres Arhivat în 27 septembrie 2007, la Wayback Machine.